# Лаговщина (сельское поселение село Барятино)
Лаговщина — деревня в Тарусском районе Калужской области России. Входит в состав сельского поселения «Село Барятино».

## География
Деревня находится в северо-восточной части Калужской области, в зоне хвойно-широколиственных лесов, в пределах северной части Среднерусской возвышенности, к югу от реки Тарусы, на расстоянии примерно 21 километра (по прямой) к западу-юго-западу от города Тарусы, административного центра района. Абсолютная высота — 202 метра над уровнем моря.

### Климат
Климат характеризуется как умеренно континентальный, с тёплым летом и умеренно холодной снежной зимой. Абсолютный минимум температуры воздуха составляет −46 °C; абсолютный максимум — 38 °C. Среднегодовое количество атмосферных осадков составляет 654 мм, из которых 441 мм выпадает в период с апреля по октябрь. Снежный покров держится в течение 139 дней.

### Часовой пояс
Деревня Лаговщина, как и вся Калужская область, находится в часовой зоне МСК (московское время). Смещение применяемого времени относительно UTC составляет +3:00.

## Население
| 2002 | 2010 |
| ---- | ---- |
| 1    | →1   |

### Национальный состав
Согласно результатам переписи 2002 года в деревне проживал один житель русской национальности.